# No Game No Life
No Game No Life (ノーゲーム・ノーライフ Nōgēmu Nōraifu?) es una serie japonesa de novelas ligeras escrita por Yū Kamiya. Fue publicada por Media Factory bajo el sello MF Bunko J, con doce volúmenes lanzados desde el 25 de abril del 2012 hasta el 25 de febrero de 2023. En 2013 el autor y su esposa, Mashiro Hiiragi, adaptaron las novelas al manga en la revista Monthly Comic Alive. Ese año, se anunció la adaptación animada por parte de Madhouse, que se estrenó en el canal AT-X desde abril hasta julio de 2014. Una adaptación animada del sexto volumen, No Game, No Life Zero, se estrenó en cines el 15 de julio de 2017. Un manga derivado, No Game No Life, Please!, enfocado en el personaje de Izuna, se publicó desde el 27 de mayo de 2015 hasta el 27 de noviembre de 2017.
En Norteamérica, la franquicia No Game No Life fue publicada por diferentes compañías: Seven Seas Entertainment licenció el manga, Sentai Filmworks el anime, y Yen Press las novelas ligeras. En Hispanoamérica, tanto la serie como la película fueron licenciadas por Sentai Filmworks, siendo emitidas por las siguientes compañías: Crunchyroll, HIDIVE, Viewster, Amazon Prime Video y Netflix. En España, la serie y la película fueron licenciadas por Selecta Visión, siendo emitidas únicamente por Netflix y Amazon Prime Video. En Brasil, el manga y las novelas ligeras fueron licenciadas por la editorial NewPOP. De las novelas ligeras, desde que empezaron a publicarse en 2016 en Brasil a través de NewPop, se han lanzado los diez volúmenes que tiene actualmente No Game No Life, y el Practical War, aparte de todos los tomos del manga y del spin-off Desu de No Game No Life.

## Argumento
Los hermanos Sora y Shiro son un par de NEETs (ninis por sus siglas en inglés), definidos como hikikomori, quienes juntos forman a 'espacio en blanco', llamados así porque su nombre de usuario está en blanco. Entre los dos tienen 4 jugadores y en el primer capítulo, sin hacer trampas, logran vencer a 1200 jugadores ellos solos. Son considerados una leyenda urbana. Ambos coinciden en que el mundo real es como un juego basura. Un día reciben un correo electrónico de un desconocido que dice algo así como: "¿Alguna vez los hermanos se han preguntado si no son de este mundo?". En ese momento solo se preguntan el cómo sabe que son hermanos ya que nunca lo han dicho. Junto al mensaje hay un enlace, Sora decide darle al enlace que hay adjunto con el correo electrónico y les lleva a un juego de ajedrez. Shiro, a pesar de tener 11 años es una genio y se sabe todos los estados posibles del tablero. Con muchos esfuerzos y la ayuda de su hermano, consiguen vencerle. Luego les envía otro correo electrónico diciendo: "Si hubiera un mundo donde todo se resuelve con juegos... un mundo en un tablero, donde las reglas y el objetivo estuvieran claros ¿Qué pensarían de eso?", y en ese momento, Sora responde: "Si existe un mundo así, entonces, nosotros claramente hemos nacido en un mundo equivocado". En ese momento todo se apaga y se encuentran cayendo en picado. Un niño aparece con ellos y comienza a explicarles los 10 mandamientos del extraño mundo y les dice que se llama Tet, que es el único dios, y que ese mundo se llama Disboard. En Disboard hay 16 clases Exceed (la posición que ocupa cada una de las razas), en la que los humanos somos la última por no poder utilizar la magia.
También conocen a la nieta del antiguo rey, Stephanie Dola. Su abuelo (antes de morir), decidió que eligieran al rey a base de un juego, luego de ganarle en un "Ajedrez" (Que en realidad es un juego de guerra cuando Sora lo descubre) a Clammy, una joven que había ganado todos los juegos a todos los aspirantes a Rey del reino. Sora y Shiro retan a Clammy y ganan el juego logran convertirse en reyes de Elukia, la única ciudad de los Imanity (Humanos). Antes tenían un reino muy amplio pero el abuelo de Stephanie perdió mucho luchando contra la federación oriental, el reino de las bestias guerreras, los N°14 en la lista de los Exceed.
Sora y Shiro una vez que son rey y reina le declaran la guerra a todas las razas que existen.
Después descubren que perdió territorio para averiguar como vencer a la Federación Oriental, y al final lo consiguió, aunque ahora solo les quedaba la ciudad de Elukia. Al jugar un juego contra ellos, logran derrotarlos, se alían con la Federación Oriental y forman la federación de Elukia.
Se van encontrando con distintos personajes a los que vencen siempre. También se descubre que Shiro es una niña superdotada que hasta los 3 años no conoció a su hermano Sora, este la encuentra jugando sola en una mesa de ajedrez y se da cuenta de que piensan lo mismo y así nace un sentimiento de afecto entre ellos dos como los hermanos que son.
Finalmente se encuentran con una Flügel muy importante llamada Jibril, y la vencen en un juego de palabras encadenadas materializadas. Con el nacimiento de la federación de Elukia y con Jibril, Sora y Shiro trataran de llegar al puesto número 1 y vencer a las demás razas, teniendo en mente que ya lograron vencer a Tet la primera vez, no dudan que lo volverán hacer pero antes de llegar al puesto número 1 se centran en vencer a todas las razas y tener la pieza raza de las 16 razas. Al mismo tiempo también Tet está muy entusiasmado y les dice a Sora y Shiro que el próximo juego que jueguen con él, no perderá. Tet espera muy entusiasmado que Sora y Shiro consigan las 16 piezas razas para jugar otra vez con ellos.

## Personajes
Sora (空?)
Voz por: Yoshitsugu Matsuoka
Doblaje (Hispanoamérica): Leonel Arias
Es el hermano mayor de Shiro, de 18 años de edad. Su nombre significa cielo y/o vació, su nombre es utilizado como un insulto de doble sentido por Shiro la primera vez que se ven haciendo referencia a que él está sonriendo falsamente (esto lo dijo a la edad de 3 años). En el momento de jugar, Sora es prácticamente invencible, ya que tiene un poder de deducción y una capacidad para realizar cálculos exactos consiguiendo ganar cualquier reto propuesto por el contrario. Gracias al poder de observación que ha adquirido a lo largo de los años jugando juegos en línea, Sora es capaz de darse cuenta de cualquier trampa que haga su contrincante y contraatacar realizando sus propias trampas o trucos para poder ganar. Declara que uno de los géneros de videojuego que mejor se le dan son los de citas. Sora se convierte en rey al retar y ganar a la candidata a reina (Clammy) apostando su vida a cambio de la posición de rey de Elukia, el cual, gana y así consiguiendo la posición de rey y representante de los Imanity.
Shiro (白?)
Voz por: Ai Kayano
Doblaje (Hispanoamérica): Tamara Veppo
Hermana menor de Sora. Tiene 11 años de edad, una genio de nacimiento. Su nombre significa blanco. El nombre "espacio en blanco (『 』) es una combinación de su nombre y el de su hermano: Sora espacio y/o vació y Shiro que significa blanco. Shiro es buena en todo lo que involucre cálculo. Se podría decir que se especializa en el ajedrez, ya que por medio de cálculos y el conocimiento de todos los posibles movimientos es capaz de elegir los movimientos más adecuados para conseguir su victoria, aunque se suele sentir frustrada cuando hay alguna dificultad, es decir, cuando no ocurre lo que ella ha predicho, un ejemplo sucede en el capítulo 1, cuando Tet realiza un movimiento que es perjudicial para sí mismo, Shiro se desconcierta ya que ese movimiento no es beneficioso para Tet, de esta manera se rompe la predicción de Shiro y sus posibles futuros movimientos. Aparte, también se le da bien el género táctico y el género FPS, al contrario que a su hermano. Es huérfana y fue adoptada por los padres de Sora (que se supone, fallecieron antes del inicio de la historia).
Stephanie Dola (ステファニー・ドーラ Sutefanii Dōra?)
Voz por: Yōko Hikasa
Doblaje (Hispanoamérica): Rae Bael
Llamada «Steph» de forma acortada por los hermanos, Stephanie es la nieta del anterior monarca de la Inmanidad en Disboard. Tras caer en la trampa de jugar Piedra-Papel-Tijera con Sora, quien comete el error de pedir que se «rinda de amor» hacia él, buscando que se rinda a sus pies, en lugar de la exigencia «Sé mi posesión». Se graduó de la mejor academia de la nación, un privilegio dado el estado de la raza.
Jibril (ジブリール Jiburīru?)
Voz por: Yukari Tamura
Doblaje (Hispanoamérica): Jessica Toledo
Es una Flügel (del alemán: flügel, «alas»), la última especie creada de Artosh, ella es miembro del "Concilio de Dieciocho Alas" y ella considerada Número Concluyente, el Número Irregular, o Número Final. Introducida como la Flügel que se apoderó de la Gran Biblioteca Nacional de Elkia, apuesta todo lo que tiene contra los hermanos jugones en un juego de Shiritori de Materialización.
Después de la muerte de su amo —Artosh— y la imposición de los Diez Convenios, Flugel perdieron su razón de existir pero Jibril decidiò enfocarse a coleccionar conocimiento. Al ser derrotada por los hermanos es expulsada del Concilio y su tierra natal; forzándola a vivir con sus nuevos amos.
Kurami Zell (クラミー・ツェル Kuramī Tseru?)
Voz por: Yuka Iguchi
Doblaje (Hispanoamérica): Valentina Olivares
Es una inmanita que participó en la torneo para elegir el nuevo rey o reina Imanity como peón de la civilización élfica para apoderarse del país pero fue vencida por 『 』.  Es una esclava de la familia Nirvalen, cuya ama, Fiel Nirvalen, pretende liberar de la esclavitud.
Tras el Othello de Existencia contra los hermanos jugones, se dispone a cumplir la misión que le fue encomendada: socavar Elven Gard.
Fiel Nirvalen (フィール・ニルヴァレン Fīru Niruvaren?)
Voz por: Mamiko Noto
Doblaje (Hispanoamérica): Rocío Zarazaga
Es una Elfa, actual cabeza de la familia Nirvalen, cuya familia ha agraciado los estaños inferiores de la Cámara Alta de legislatura desde hace generaciones. Se le considera la primera incompetente desde la historia de a casa, apenas logrando diconjuración (acudiendo a tatuajes enlace y potenciadores) y habiendo abandonado la escuela —el Jardín—… Sin embargo, en realidad, es capaz de hexaconjuración como mínimo; lo mejor de lo mejor.
Izuna Hatsuse (初瀬 いづな Hatsuse Izuna?)
Voz por: Miyuki Sawashiro
Doblaje (Hispanoamérica): Lucía Suárez
Embajadora de los Hombres Bestia. Tiene 8 años de edad y posee una habilidad poco común en los Hombres Bestia, la devastación de sangre. Como ella no sabe hablar muy bien el idioma imanity dice la partícula de formalidad ...desu en todas sus oraciones. Se enfrenta a Espacio en blanco (『 』) en un mundo de videojuego, el cual hace referencia al videojuego Gal Gun.
Tet (テト?)
Voz por: Rie Kugimiya
Doblaje (Hispanoamérica): Gabriel España
Dios Soberano de Disboard, creador de los Diez Convenios. Según el mito, la única deidad que no hubo intervenido en la guerra, fue a sentarse en el trono del Dios Soberano; y, viendo el estado del mundo, dijo:
—Vosotros que consumís vuestro poderío y fuerza y armas y mortandad levantando una torre de los muertos, y aún os llamáis sabios, probadme esto: ¿Qué ha de separaros de las insensatas bestias?
[…]
—Dieciséis semillas que os afirmáis sabias, vosotros Ixseeds:
consumid vosotros vuestra razón y sabiduría y talento y riqueza,
levantando una torre de sabiduría para probaros sabios.
Así se instituyeron los Diez Convenios, y así terminó el mundo de guerra. De este modo se hizo que todas las peleas se decidieran por juegos.
El nuevo Dios Soberano tenía un nombre: Tet. Aquel que fue una vez conocido como el Dios del Juego…
Miko (ミコ?)
Voz por: Naomi Shindo
Doblaje (Hispanoamérica): Victoria Funes Grimaux
Miko es la representante de los Hombres Bestias, y gobierna sobre la Unión del Este. Al inicio miro hacia abajo a los Imanity, pero después de formar una tregua con Sora y unirse a la Federación Elukia, comienza a tener fe en los hermanos que representan a los Imanity. También ordena a Izuna e Ino seguir a Sora y Shiro, pensando que ambos pueden aprender a jugar como los más débiles y ganar como los más débiles que son como Sora y Shiro.

## Lanzamiento

### Novela ligera
La novela ligera fue escrita e ilustrada por Thiago Furukawa Lucas (Yū Kamiya), y producida por la imprenta MF Bunko J propiedad de Media Factory
Su primer volumen se publicó el 12 de abril de 2012, hasta el 25 de febrero de 2023 se han publicado 12 volúmenes.

#### Lista de volúmenes
| N.º | Título | Fecha de publicacíon     | ISBN                   |
| --- | --- | ------------------------ | ---------------------- |
| 01  | «Parece que los hermanos gamer conquistarán un mundo de fantasía» «Gēmā Kyōdai ga Fantajī Sekai o Seifuku Suru sō Desu» (ゲーマー兄妹がファンタジー世界を征服するそうです)                                              | 12 de abril de 2012      | ISBN 978-4-04-066432-3 |
| 02  | «Parece que los hermanos gamer están interesados en el país de las chicas con orejas de animales» «Gēmā Kyōdai ga Kemomimikko no Kuni ni Me o Tsuketa yō desu» (ゲーマー兄妹が獣耳っ子の国に目をつけたようです)         | 25 de septiembre de 2012 | ISBN 978-4-04-066433-0 |
| 03  | «¿Parece que la mitad de los hermanos gamer ha desaparecido......?» «Gēmā Kyōdai no Kataware ga Kieta yō desuga...?» (ゲーマー兄妹の片割れが消えたようですが...?)                                                       | 25 de enero de 2013      | ISBN 978-4-04-066434-7 |
| 04  | «Los hermanos gamers han huido de un juego de romance realista» «Gēmā Kyōdai wa Riaru Ren'ai Gēmu Kara Nigedashi Mashita» (ゲーマー兄妹はリアル恋愛ゲームから逃げ出しました)                                            | 25 de junio de 2013      | ISBN 978-4-8401-5185-6 |
| 05  | «Parece que los hermanos gamer odian el new game plus» «Gēmā Kyōdai wa Tsuyoku te Nyū Gēmu ga Okirai na yō Desu» (ゲーマー兄妹は強くてニューゲームがお嫌いなようです)                                                   | 25 de noviembre de 2013  | ISBN 978-4-04-066080-6 |
| 06  | «Parece que la pareja gamer desafió al mundo» «Gēmā Fusai wa Sekai ni Idonda yō Desu» (ゲーマー夫嫁は世界に挑んだそうです)                                                                                              | 25 de abril de 2014      | ISBN 978-4-04-066382-1 |
| 07  | «Parece que los hermanos gamer y los demás anularán el mundo y la táctica establecida en el Joseki» «Gēmā kyōdai wa dōyara sekai o kutsugaesumasu» (ゲーマー兄妹は定石を覆すそうです)                                   | 24 de julio de 2015      | ISBN 978-4-04-067494-0 |
| 08  | «Parece que los gamers estarán heredando una legendaria amistad en el Fuseki» «Gēmā-tachi wa fuseki o tsuide iku sō desu» (ゲーマーたちは布石を継いでいくそうです)                                                      | 25 de diciembre de 2015  | ISBN 978-4-04-067952-5 |
| 09  | «Parece que los hermanos gamer descansarán un turno» «Gēmā kyōdai wa ichi tān yasumu sō desu» (ゲーマー兄妹は一ターン休むそうです)                                                                                      | 25 de agosto de 2016     | ISBN 978-4-04-068457-4 |
| 10  | «Parece que los hermanos gamer saldarán el pasado que deben» «Gēmā kyōdai wa kako (tsuke) o harawasareru yō desu» (ゲーマー兄妹は過去(ツケ)を払わされるようです)                                                        | 24 de febrero de 2018    | ISBN 978-4-04-069336-1 |
| 11  | «Parece que los hermanos y hermanas gamer no pueden salir a menos que se conviertan en pareja» «Gēmā kyōdai-tachi wa Kappuru ni naranakya de rarenai sōdesu» (ゲーマー兄妹たちはカップルにならなきゃ出られないそうです) | 25 de noviembre de 2021  | ISBN 978-4-04-065382-2 |
| 12  | «Parece que los hermanos y hermanas gamer desafiar al "diablo"» «Gēmā kyōdai-tachi wa "maō" ni idomu yōdesu» (ゲーマー兄妹たちは『魔王』に挑むようです)                                                                 | 25 de febrero de 2023    | ISBN 978-4-04-682039-6 |

### Manga
Después de revisar los dibujos realizados por la esposa de Yū Kamiya, Mashiro Hiiragi, en segundo volumen de las novelas ligeras, su editor sugirió que los dos colaboraran en una adaptación a manga de No Game No Life para Monthly Comic Alive, pero debido a que Kamiya se encontraba trabajando en el tercer volumen de la novela ligera, la serialización del manga se retrasó. Después del retraso, la serie comenzó a publicarse en la edición de marzo del 2013 de Monthly Comic Alive y desde entonces, se publica irregularmente en la revista. Los capítulos individuales son recogidos por Media Factory para su posterior publicación en tankōbon recopilatorios, de los cuales solo existe un volumen publicado, que fue lanzado el 22 de noviembre de 2013.
La serie también se ha licenciado en Estados Unidos, Brasil y Taiwán.
El autor publicó una serie paralela titula "No Game No Life Desu" en la edición de julio de 2015 de Monthly Comic Alive. La cual se centra en Izuna Hatsuse y su vida diaria.

### Anime
El anime No Game No Life, fue dirigido por Atsuko Ishizuka, producido por Madhouse, y fue transmitido por AT-X en Japón desde el 9 de abril al 25 de junio de 2014, finalizando con 12 episodios transmitidos. Media Factory lanzó la serie en seis volúmenes, en formato DVD y Blu-ray entre el 25 de junio y el 26 de noviembre de 2014, los cuales incluían seis especiales (uno por volumen) de tres minutos de duración.